# Alden (Minnesota)
Pour les articles homonymes, voir Alden.
Alden est une ville américaine située dans le comté de Freeborn, dans le Minnesota. Selon le recensement de 2010, sa population est de 661 habitants.